# ويليام دبليو. كوك
ويليام دبليو. كوك (بالإنجليزية: William W. Cook)‏ هو محامي أمريكي، ولد في 1858 في هيلزدال في الولايات المتحدة، وتوفي في 4 يونيو 1930 في بورت تشيستير في الولايات المتحدة.